# Magnus Nilsson (ishockeyspelare)
Magnus Nilsson, född 1 februari 1978 i Finspång, Östergötlands län, är en svensk före detta professionell ishockeyspelare (ytterforward).
Han har spelat för Malmö Redhawks, Luleå HF och Timrå IK i Elitserien.